# Hannes Fellner
Hannes Alexander Fellner (* 5. August 1980 in Wien) ist ein österreichischer Sprachwissenschaftler am Institut für Sprachwissenschaft der Universität Wien.

## Leben
Hannes A. Fellner studierte Sprachwissenschaft und verschiedene philologische Fächer an der Universität Wien, an der er 2005 graduierte. 2013 wurde er mit einer von Jay Jasanoff betreuten Dissertation über tocharische Nominalmorphologie an der Harvard University promoviert. Von 2013 bis 2017 war er Postdoc am Institut für Sprachwissenschaft der Universität Wien. Im Jahr 2017 war er Assistenzprofessor am Leiden University Center for Linguistics (LUCL) an der Universität Leiden. Seit Februar 2018 leitet er das vom FWF START-Programm geförderte Forschungsprojekt „Die Zeichen, welche die Seidenstraße prägten. Eine Datenbank und digitale Paläographie der Tarim Brahmi“.

## Forschung
Als Indogermanist ist Fellners Forschungsschwerpunkt Nominalmorphologie. Darüber hinaus ist einer der wenigen Spezialisten für das Tocharische. Sein START-Projekt wird sich mit der Schriftkunde der zentralasiatischen Variante der Brahmi-Schrift beschäftigen, welche in buddhistischen Zentren entlang der alten Seidenstraße im heutigen Uigurischen Autonomen Gebiet Xinjiang in unterschiedlichen Sprachen wie Sanskrit, Tocharisch und Sakisch tradiert wurde.

## Auszeichnungen
- 2008 erhielt er den Anerkennungspreis des Landes Niederösterreich in der Kategorie Wissenschaft.[7]
- 2017 wurde er mit dem START-Preis des Fonds zur Förderung der wissenschaftlichen Forschung (FWF) ausgezeichnet.[8]
- 2018 wurde er in die Junge Akademie der Österreichischen Akademie der Wissenschaften aufgenommen.[9]